# 龙灯乡
龙灯乡，是中华人民共和国四川省甘孜藏族自治州道孚县下辖的一个乡镇级行政单位。

## 行政区划
龙灯乡下辖以下地区：
拉日村、然哥村、柯尔卡村、挪乌托村、夏普隆村和集寺中村。